# Ladutjärnen (Töre socken, Norrbotten)
Ladutjärnen är en sjö i Kalix kommun i Norrbotten och ingår i Töreälvens huvudavrinningsområde.